# Batalla d'Issos (622)
|  | Per a altres significats, vegeu «Batalla d'Issos». |

La batalla d'Issos, també coneguda com la Tercera Batalla d'Issos, va ser un enfrontament entre l'Imperi Romà d'Orient i l'Imperi Sassànida la tardor del 622 a prop de la ciutat d'Issos, actualment en la província de Hatay a Turquia. L'emperador Heracli va transportar el seu exèrcit a través del mar Egeu i va derrotar l'exèrcit persa en la batalla d'Issos, al golf d'Alexandreta.